# Celleporaria compressa
Celleporaria compressa är en mossdjursart som först beskrevs av Ferdinand Canu och Ray Smith Bassler 1928.  Celleporaria compressa ingår i släktet Celleporaria och familjen Lepraliellidae. Inga underarter finns listade i Catalogue of Life.